# Crepidochares
Crepidocharis is een geslacht van vlinders uit de familie Eriocottidae. De wetenschappelijke naam van het geslacht is voor het eerst geldig gepubliceerd in 1922 door Edward Meyrick.

## Soorten
- Crepidochares aridula
- Crepidochares austrina
- Crepidochares colombiae
- Crepidochares neblinae
- Crepidochares subtigrina